# Biophytum somnians
Biophytum somnians är en harsyreväxtart som först beskrevs av C. Martius & Zuccarini och Zuccarini, och fick sitt nu gällande namn av Paul Erich Otto Wilhelm Knuth. Biophytum somnians ingår i släktet Biophytum och familjen harsyreväxter. Inga underarter finns listade i Catalogue of Life.